# Nisko krilo
Nisko krilo je jedna od pet košarkaških pozicija. Krila su brža i pokretljivija od krilnih centara i centara. Krila igraju na poziciji između reketa i trice. Krilna pozicija smatra se jednom od najraznovrsnijih pozicija u košarci. Uglavnom su visine između 1,96 m i 2,08m. Osnovni zadatak im je da postizanje koševa s trice, poludistance ili brzi ulasci pod koš. Dodatni zadaci su im igra u obrani radi skokova ili pomaganje centrima. U povijesti NBA lige imali smo mnogo dobrih krila poput Juliusa Ervinga, Ricka Barryja, Johna Havliceka, Chrisa Mullina, Granta Hilla, Jamesa Worthyja, Larryja Birda, Bernarda Kinga i Scottieja Pippena.

## Današnja poznata krila u NBA
- Carmelo Anthony, Portland Trailblazers
- Danny Granger,  Indiana Pacers
- Ron Artest,  Los Angeles Lakers
- Kevin Durant,  Brooklyn Nets
- Rudy Gay,  Memphis Grizzlies
- Josh Howard, Minnesota Timberwolves
- Paul Pierce,  Brooklyn Nets
- LeBron James,  Los Angeles Lakers
- Hidayet Türkoğlu, Orlando Magic
- Andrej Kiriljenko, Minnesota Timberwolves
- Shawn Marion, Dallas Mavericks
- Travis Outlaw, Sacramento Kings
- Tayshaun Prince, Detroit Pistons
- Predrag Stojaković, Dallas Mavericks
- Josh Smith, Atlanta Hawks
- Luol Deng, Chicago Bulls
- Gerald Wallace, Boston Celtics